# 송명근 (일제강점기)
송명근(宋命根)은 대한민국의 독립운동가, 아나키스트이다.